# Тихонравов, Михаил Иванович
Михаи́л Ива́нович Тихонра́вов (1891—1970) — полковник 10-го гусарского Ингерманландского полка, герой Первой мировой войны, участник Белого движения.

## Биография
Сын коллежского советника.
Окончил Воронежский кадетский корпус (1908) и Елисаветградское кавалерийское училище (1911), откуда выпущен был корнетом в 10-й гусарский Ингерманландский полк, в рядах которого и вступил в Первую мировую войну. Произведен в поручики 10 сентября 1914 года «за выслугу лет». Удостоен ордена Св. Георгия 4-й степени
За то, что 30 ноября 1914 года, будучи послан с разъездом в с. Креново-Руска, отважной разведкой в тылу противника доставил важные сведения о противнике, благодаря которым были приняты меры, повлекшие успех последовавших действий.
Произведен в штабс-ротмистры 17 февраля 1916 года. Пожалован Георгиевским оружием
За то, что в бою 25 октября 1916 года в районе с. Вельбор, командуя 1-м эскадроном при весьма трудных условиях местности, под убийственным огнем противника, идя во главе своего эскадрона, атаковал укрепленную высоту 1396 и после жестокой рукопашной схватки выбил оттуда неприятеля и занял ее, причем захватил пленных и трофеи.
К концу 1917 года — ротмистр 10-го гусарского полка. В Гражданскую войну участвовал в Белом движении на Юге России. Летом 1918 года с группой офицеров-ингерманландцев вывез из Чугуева полковой штандарт и пробрался на Дон, где присоединился к Добровольческой армии. Был назначен командиром разведывательного эскадрона, развернутого в Ингерманландский гусарский дивизион с 30 октября 1918 года. В конце того же года возглавил формирование Ингерманландского полка в Мариуполе. 1 июля 1919 года произведённый в полковники Тихонравов был назначен командиром Ингерманландского гусарского полка, а осенью 1919 — командиром 1-го конного полка. В Русской армии командовал 5-м, а затем 1-м кавалерийским полком. Галлиполиец.
В эмиграции в Югославии. Был командиром 1-го кавалерийского полка, состоял председателем объединения 10-го гусарского полка в Белграде. Окончил курсы Генерального штаба в Белграде. В годы Второй мировой войны служил в Русском корпусе. 26 сентября 1941 года назначен командиром 3-й сотни 1-го полка, 16 октября — командиром 4-го батальона того же полка. В 1942 году — командир 1-го батальона 2-го полка (в чине майора), затем — в транспортной роте (в чине обер-фельдфебеля), в 1943 году — преподаватель Военно-училищных курсов, в 1945 году — в 4-м полку (в чине обер-лейтенанта).
После окончания Второй мировой войны с группой офицеров переехал в Марокко, с 1955 года состоял начальником Марокканского подотдела РОВС. Позднее переехал в США. Сотрудничал в журнале «Военная быль». Скончался в 1970 году в городке Глен-Ков штата Нью-Йорк. Был женат на Елене Константиновне Соковской (1899—1949), в Первую мировую и Гражданскую войну она была сестрой милосердия, дважды ранена.

## Награды
- Орден Святого Георгия 4-й ст. (ВП 24.04.1915)
- Орден Святой Анны 3-й ст. с мечам и бантом (ВП 10.07.1915)
- Георгиевское оружие (ПАФ 30.08.1917)
- старшинство в чине штабс-ротмистра с 6 августа 1914 года (ВП 4.04.1916)